# Charles P. Coady
Charles Pearce Coady (ur. 2 lutego 1868, zm. 16 lutego 1934) – amerykański polityk, członek Partii Demokratycznej. W latach 1913–1921 był przedstawicielem trzeciego okręgu wyborczego w stanie Maryland w Izbie Reprezentantów Stanów Zjednoczonych.